# Univers DC
L'univers DC engloba tots els títols publicats per DC Comics, és l'univers de ficció en què tots els personatges de l'editorial conviuen entre si. Açò ajuda a donar-li coherència i sentit de la continuïtat a les històries. L'Univers DC (DCU) és l'univers compartit fictici on tenen lloc la majoria d'històries dels títols de còmics nord-americans publicats per DC Comics. Superherois de DC com Superman, Batman, Wonder Woman, Martian Manhunter, The Flash, Green Lantern, Aquaman i Booster Gold són d'aquest univers i també hi ha supervillans coneguts com; Lex Luthor, el Joker,Brainiac, Gorilla Grodd, Sinestro, Deathstroke, Cheetah i Darkseid. En context, el terme "Univers DC" sol referir-se a la continuïtat principal de CC.
El terme "DC Multiverse" fa referència a la col·lecció de totes les continuïtats de les publicacions de DC Comics. Dins del Multivers, l'univers principal DC ha tingut molts noms, però en els darrers anys s'ha anomenat "Terra Primera" (no s'ha de confondre amb "Earth Prime") o "Terra 0".
El principal univers DC, així com les realitats alternatives relacionades amb ell, van començar com el primer univers compartit en còmics i es van adaptar ràpidament a altres suports com sèries de cinema o drames de ràdio. En les dècades posteriors, la continuïtat entre tots aquests mitjans es va fer cada vegada més complexa amb certes trames i esdeveniments dissenyats per simplificar o racionalitzar els aspectes més confusos de la història dels personatges.
Des de fa uns anys, DC s'ha estat promocionant com a "The Original Universe" (l'univers original) perquè en els seus primers anys (quan era coneguda com a National Publications) van publicar el número u d'Action Còmics, revista on va aparéixer Superman, i va donar origen al gènere de superherois dins del camp del còmic. Altres editorials que publiquen superherois han creat universos semblants (com l'univers Marvel).

## Història

### Edat d'or
Article principal:Edat Daurada dels còmics
El fet que els personatges de DC Comics convisquessin al mateix món es va establir per primera vegada a All Star Comics número 3 (1940) on diversos superherois (que van protagonitzar històries separades de la sèrie fins aquell moment) es van conèixer en un grup anomenat Justice Society of America. Posteriorment, la Societat de la Justícia es va reintroduir com la Justice League of America, que es va fundar com a Major League Baseball's National League i la Lliga Americana com a inspiració del nom. El còmic que va introduir la Lliga de la Justícia es va titular The Brave and the Bold. No obstant això, la majoria de les publicacions de National / DC es van continuar escrivint amb poca consideració per mantenir la continuïtat entre elles durant les primeres dècades.

### Edat de Plata
Article principal:Edat de Plata dels còmics
Al llarg de la seva història l'editorial DC, ha introduït diferents versions dels seus personatges, de vegades presentant-los com si la versió anterior no hagués existit mai, entre ells Flash,Green Lantern, i Hawkman, a finals de la dècada de 1950, amb poders similars però diferents noms i històries personals. De la mateixa manera, tenien personatges com Batman, les primeres aventures de la dècada de 1940 no es podien reconciliar fàcilment amb les històries d'un home encara jove als anys setanta. Per explicar això, van introduir la idea del Multivers a Flash número 123 (1961) on el Flash de l'Edat de Plata va conèixer el seu homòleg de l'Edat d'Or. A més de permetre que les històries conflictives "coexistissin", va permetre que les diferents versions dels personatges es reunissin, i fins i tot s'unissin per combatre les amenaces de l'univers. Els guionistes van anomenar-ho com "Terra-U", "Terra-Dos", etc., a certs universos, designacions que de vegades també eren usades pels mateixos personatges. Earth-One (Terra-U) va ser el principal món de publicació d'aquesta època.

### Crisis on Infinite Earths
Article principal:Crisis on Infinite Earths
Amb el pas dels anys, a mesura que el nombre de títols publicats va augmentar i es va anar acumulant el volum d’històries passades, va ser cada vegada més difícil mantenir la coherència interna. Davant la disminució de les vendes, el manteniment de l'statu quo dels seus personatges més populars es va fer atractiu. Tot i que els retcons (revisar un aspecte d'una obra fictícia) es van utilitzar com una manera d’explicar les inconsistències aparents en les històries escrites, els editors de DC van considerar que la continuïtat de diverses terres era massa difícil de controlar i temien que fos un obstacle per a l’accessibilitat dels nous lectors. Per abordar-ho, van publicar el 1985 la minisèrie entre universos Crisis on Infinite Earths, que fusionava universos i personatges, reduint el Multivers a un únic univers sense nom amb una història única.
Tot i això, no totes les sèries i personatges es van reiniciar després de la crisi. Per exemple, la sèrie de la Legió dels Superherois va actuar com si la història de la Terra-1 abans de la crisi encara fos el seu passat, un punt que va portar a la publicació de la minisèrie, Cosmic Boy miniseries. També va eliminar el mecanisme que DC havia utilitzat per fer front a problemes de continuïtat o trames que un guionista posterior volia ignorar (que és com van existir les Terres B i E), donant lloc a una complicada explicació de personatges com Hawkman.
La sèrie limitada Zero Hour (1994) els va donar l'oportunitat de revisar les línies de temps i reescriure la història de l'Univers DC. Tanmateix, això va fracassar des de l'inici, ja que els guionistes havien afirmat que Waverider havia eliminat totes les històries alternatives i tot i això, tenien la saga Armageddon 2001 a la línia de temps que requeria diverses línies de temps per funcionar.
Com a resultat, gairebé un cop per dècada des dels anys vuitanta, l'Univers DC experimenta una crisi important que permet que qualsevol canvi de les noves versions dels personatges aparegui com un reinici complet de l'univers, reiniciant nominalment tots els personatges en una nova i modernitzada versió de les seves vides.
Mentrestant, DC ha publicat històries ocasionals anomenades Elseworlds, que sovint presentaven versions alternatives dels seus personatges. Un d'ells va explicar la història de Bruce Wayne com un Llanterna Verda. En una altra sèrie, Superman: Speeding Bullets, el coet que va portar el petit Superman a la Terra el va ser descobrir la família Wayne de Gotham City en lloc dels Kent.
El 1999, The Kingdom va reintroduir una variant de l'antic concepte Multivers anomenat Hypertime, que permet essencialment versions alternatives dels personatges i dels mons. Tot el procés es va inspirar possiblement en el metacòmic d'Alan Moore, Supreme: Story of the Year (1997).
El crossover (encreuament) Convergence (2015) va tornar a connectar oficialment els esdeveniments de Crisis després que els herois d'aquella sèrie anessin enrere en el temps per evitar el col·lapse del Multivers. No obstant això, Brainiac afirma que "cada món ha evolucionat, però encara existeixen tots". S'ha confirmat que ara existeixen tots els mons i línies de temps anteriors i que fins i tot existeixen múltiples multiversos, com ara el multivers infinit de la Pre-Crisi, la Terra col·lapsada i el Multivers de Pre-New 52 52 mons, multivers.

### Crisi infinita
L'esdeveniment Crisi infinita (2005-2006) va refer una vegada més l'Univers DC, amb nous canvis. La sèrie limitada 52 (2006-2007) va establir que ara existia un nou multivers, amb la Terra-0 com a Terra primària. En aquesta minisèrie reapareixen 4 antics personatges que es donaven per perduts des de Crisi a les Terres Infinites i intenten una altra vegada reformar el Multivers i recrear una Terra nova i perfecta per considerar l'actual un lloc corrupte.

### El nou 52
El reinici de l'Univers DC de 2011 va coincidir amb l'esdeveniment editorial de DC The New 52, durant el qual l'editor va cancel·lar els seus títols en curs i va rellançar 52 còmics nous, inclosos diversos còmics nous, situats en una continuïtat revisada. Això segueix la conclusió de la trama de Flashpoint crossover, que va proporcionar un punt de sortida per a la continuïtat existent. Una sèrie de canvis a l'univers estan destinats a fer els personatges més moderns i accessibles, tot i que l'abast dels canvis varia d'un personatge a un altre. Alguns com Batman han deixat la seva història pràcticament intacta, tot i que comprimida, mentre que a altres se’ls ha donat històries i mirades molt diferents. DC va deixar de posar el logotip "The New 52" a les seves publicacions l'estiu del 2015, coincidint amb l'esdeveniment crossover d'aniversari de Convergence que va celebrar la història del DC Multiverse i les seves diverses encarnacions.

## DC Rebirth
Article principal: DC Rebirth
El febrer de 2016, DC va anunciar la seva iniciativa DC Rebirth, un rellançament dels seus títols a tota la línia, que començaria el juny del 2016. A partir d'una versió única de 80 pàgines que es va fer el llançament el 25 de maig de 2016, DC Rebirth. Action Comics i Detective Comics també tornen a la seva numeració anterior (número 957 i 934 respectivament), tots els còmics es publiquen a 2,99 dòlars estatunidencs, diversos còmics passen a una programació de llançaments bimensuals, una sèrie de títols existents rellançats amb els nous número 1 i la publicació de diversos títols nous. DC ha utilitzat la minisèrie Green Lantern: Rebirth i The Flash: Rebirth com a exemples de la base de la iniciativa, que s'ha descrit com un renaixement de l'Univers DC. La iniciativa DC Rebirth reintroduirà conceptes des de la continuïtat anterior a Flashpoint, com ara el llegat, que s'han perdut amb The New 52 i es basen "en tot el que s'ha publicat des d'Action Comics número 1 fins a The New 52".

## DC Universe
A l'octubre de 2017, DC va revelar que deixaria la marca i el logotip Rebirth dels seus títols el desembre del 2017, publicant-ho tot sota un únic títol paraigua com a DC Univers. Coincidint amb el llançament de la marca New Age of Heroes, DiDio va explicar: "Volem deixar clar que tot això és l'univers DC ... Rebirth és gairebé la DCU; mentre retirem Rebirth dels còmics, seguirem l’orientació que va establir Rebirth ". Els títols també van tenir una nova imatge comercial, amb aquells que "s'uneixen clarament al nostre Univers DC més gran" amb un "logotip DCU", a més de caixes amb icones dels personatges per ajudar a identificar la família de títols; títols fora de la DCU, com Injustice: Gods Among Us i DC Bombshells, simplement tindrien el logotip de DC. DiDio també va afegir que la marca Young Animal continuaria com una línia de títols separada.

## Història de l'univers de ficció

### Orígens de l'univers
Segons els còmics de DC, l'univers es va formar fa milers de milions d'anys i va donar origen a diverses races de sers intel·ligents. Una d'elles, els oans, nadius del planeta Oa, eren una espècie pacífica que va desenvolupar els seus poders mentals fins a la seua màxima expressió, i van crear una societat idíl·lica.
En algun moment de la història d'Oa, el científic Krona va voler conèixer l'origen de l'univers, però els oans tenien llegendes que auguraven un gran desastre per a qui s'atrevira a aquesta gesta. Krona no va desistir i amb els anys va construir una màquina que li va permetre observar el Principi del Temps. En veure l'origen de l'univers, energies desconegudes van destruir la màquina de Krona i van crear un univers d'antimatèria. L'univers de matèria positiva va intentar reparar el dany i es va duplicar una vegada i una altra, i va donar origen al Multivers. En aquest multivers hi ha rèpliques de tots els planetes i civilitzacions, excepte d'Oa, que només comptava amb un "planeta bessó", Qward, en l'univers d'antimatèria.
Els oans es van sentir culpables de la desgràcia i van crear una raça d'androides, els Manhunters per a protegir l'univers de la maldat desencadenada per Krona. Amb el temps van canviar els androides per éssers vius, amb la qual cosa van crear als Green Lantern Corps. Després d'una guerra civil a Oa, una bona part dels habitants es va allunyar del seu planeta natiu i dels pacífics Green Lanterns per a formar una societat bèl·lica a fi d'erradicar la maldat; els membres d'esta facció es va auto denominar els Controladors. Quasi al mateix temps, al satèl·lit natural de Qward va nàixer la criatura denominada Antimonitor; com a resposta, l'univers de matèria va crear Monitor a la lluna d'Oa. Ambdues criatures van quedar en estat d'èxtasi després d'un atac simultani.

### Les diferents Terres i la Crisi
Amb el pas del temps, la Terra es va formar i va donar origen a la raça humana. A principi del segle xx va aparéixer Superman i amb ell, tota una plèiade de superherois que van poblar el planeta; fins i t ot un Green Lantern va ser enviat a protegir el planeta. Amb l'arribada de la Segona Guerra Mundial diversos herois van participar en el conflicte: Superman mateix, la Societat de la Justícia d'Amèrica, Flash (Jay Garrick), entre d'altres. Temps després, Flash (Barry Allen) es va perdre en el Multivers i va arribar a una Terra on va conèixer a Jay Garrick, i es va adonar de l'existència de Terra-2 i Terra-1. Barry havia triat el nom de Flash en honor de Flash/Jay Garrick, a qui considerava un personatge de ficció. Entre les diferències més notables entre ambdós Terres està el fet que Superman va envellir a ritme normal i era editor del Daily Star a Metròpolis i fins i tot estava casat amb Lois Lane en el món de Jay, mentre que en la realitat de Barry, Superman (Clark Kent) era només un tímid reporter en el Daily Planet i Lois ni tan sols li feia cas.
Açò va conduir a històries on tot era possible: si un relat era contradictori amb la continuïtat d'un personatge, simplement es deia que tenia lloc en una altra terra distinta. Així, van arribar a haver-hi Terra-1, Terra-2, Terra Prima, Terra-X, Terra S... i així fins a l'infinit. Molts títols d'univers DC es van tornar poc accessibles per a nous lectors, per la qual cosa el 1985 la companyia va decidir canviar la situació de forma radical.
La Crisis on Infinite Earths va corregir errors de continuïtat que van derivar en la desaparició de totes les realitats paral·leles en una sola línia històrica que unia a pràcticament tots els personatges de DC. En la Crisi es van enfrontar Antimonitor i Monitor, i entre les pèrdues significatives es troben les morts de Supergirl (Kara, la cosina de Superman) i el segon Flash (Barry Allen), a més d'una multitud de personatges (herois i vilans), i es va donar estabilitat i continuïtat a la història de l'univers DC. Alguns personatges van començar des de zero, com en el cas de Superman i de Batman.

### Zero Hour
Durant la minisèrie Hora Zero es va tornar a corregir l'univers DC per xicotetes inconsistències com ara les distintes versions de l'Home Falcó i l'origen de la Legió de Súper Herois. Tot i que un dels personatges va tractar de recrear un nou Multivers i va fallar en l'intent, ací dos herois es tornen malvats.